# Pliva
För det kroatiska läkemedelsbolaget, se Pliva (företag)

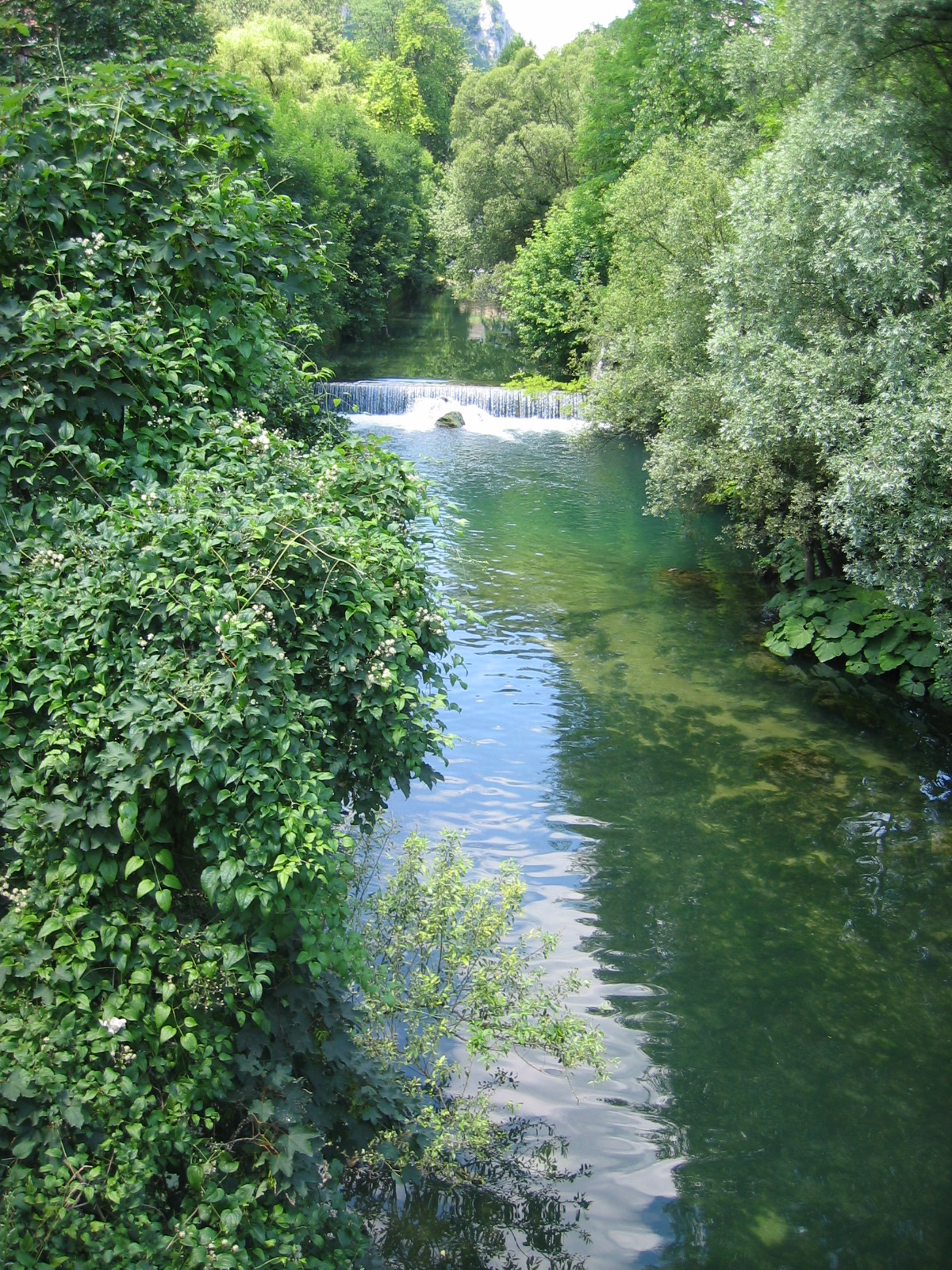
Pliva i Jajce.

Pliva är en förhållandevis liten flod i centrala Bosnien-Hercegovina. Pliva mynnar ut i floden Vrbas genom ett vattenfall i staden Jajce. Källan till floden är en Europas största källa för drickbart vatten. I närheten av källan finns ett antal gamla vattenkvarnar, där floden delvis delas upp i olika forsar och vattenfall. 

## Flugfiske
Pliva är känd för sitt rena vatten och att vara belägen nära sin källa i bergen, men framförallt för sin fiskrikhet. Detta gör floden attraktiv för flugfiskare och andra sportfiskare. Ett par kilometer nedströms finns ett skyddat område avsett för just flugfiske. 